# Oerlinghausen
Oerlinghausen is een stad en gemeente in de Duitse deelstaat Noordrijn-Westfalen, gelegen in de Kreis Lippe. De gemeente telt 17.065 inwoners (31 december 2020) op een oppervlakte van 32,69 km². 
De naam Oerlinghausen dient te worden uitgesproken met de klemtoon op de eerste, als Nederlands Eur klinkende, lettergreep.

## Indeling van de gemeente
Volgens de hoofdgemeenteverordening van de stad Oerlinghausen bestaat deze sedert de gemeentelijke herindeling van 1969 uit de drie Stadt- of Ortsteile Oerlinghausen, Helpup en Lipperreihe. Voor 1969 waren dit drie zelfstandige gemeentes.
In de praktijk wordt Helpup onderverdeeld in de dorpen Währentrup, Mackenbruch en Kachtenhausen, dat ook wel Wellentrup wordt genoemd.
Oerlinghausen in engere zin bestaat weer uit Alt-Oerlinghausen en het na 1960 bijgebouwde  Oerlinghausen-Südstadt, respectievelijk ten noorden en ten zuiden van de kam van het Teutoburger Woud. Het hierna beschreven Archeologische openluchtmuseum ligt tussen beide stadsdelen in.
Onderstaande tabel vermeldt de oppervlakte en de bevolkingscijfers  van de drie officiële Ortsteile:
| Ortsteil      | Oppervlakte | Bevolking | Ortsteile van Oerlinghausen |
| ------------- | ----------- | --------- | --------------------------- |
| Oerlinghausen | 09,20 km²   | 9.980     | Ortsteile van Oerlinghausen |
| Helpup        | 13,46 km²   | 04.522    | Ortsteile van Oerlinghausen |
| Lipperreihe   | 10,04 km²   | 03.219    | Ortsteile van Oerlinghausen |
| Totaal:       | 32,7 km²    | 17.721    | Ortsteile van Oerlinghausen |

## Ligging, infrastructuur
De gemeente ligt ten zuidoosten van Bielefeld aan weerszijden van een tot het Teutoburger Woud te rekenen bergkam.  Van oorsprong ligt Oerlinghausen aan de noordflank. Een later gebouwd stadsdeel, Südstadt, ligt op de zuidflank. Een belangrijke heuvel ten oosten van Oerlinghausen is de naar een middeleeuwse kapel ter ere van St. Antonius genoemde Tönsberg (top 333 m boven zeeniveau).

### Buurgemeentes
- In het westen: Bielefeld, stadsdelen Sennestadt en Stieghorst
- In het noorden: Leopoldshöhe
- In het oosten: Lage (Noordrijn-Westfalen)
- In het zuidoosten: Augustdorf
- In het zuiden: Schloß Holte-Stukenbrock.

### Wegverkeer
Helpup ligt aan de Bundesstraße 66 Barntrup - Bielefeld. Over deze Bundesstraße kan men in westelijke richting na circa 10 kilometer een klaverbladkruising met de Autobahn A2 (afrit 27) bereiken. Rijdt men verder westwaarts rechtdoor, dan bereikt men de oostelijke buitenwijken van Bielefeld.
Een belangrijke hoofdverkeersweg, geen Bundesstraße, loopt van de B 66 bij Asemissen, gemeente Leopoldshöhe zuidwaarts, door een tunnel onder het Teutoburger Woud, langs de  westkant van Oerlinghausen langs, naar Schloß Holte-Stukenbrock. Direct voordat men die plaats binnenrijdt, kruist men op afrit 22 de Autobahn A 33.

### Openbaar vervoer

Tracé Begatalbahn

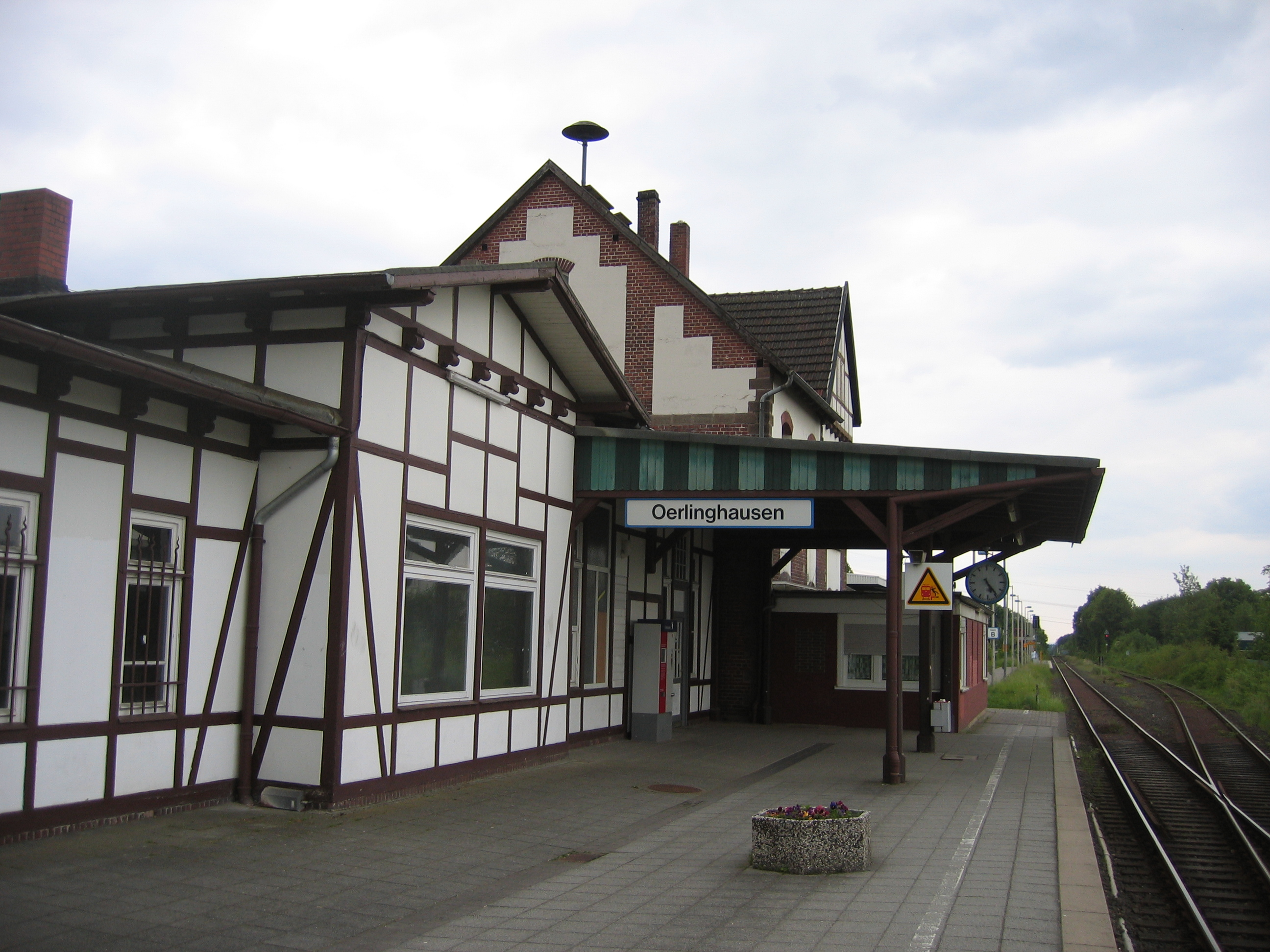
Station Oerlinghausen

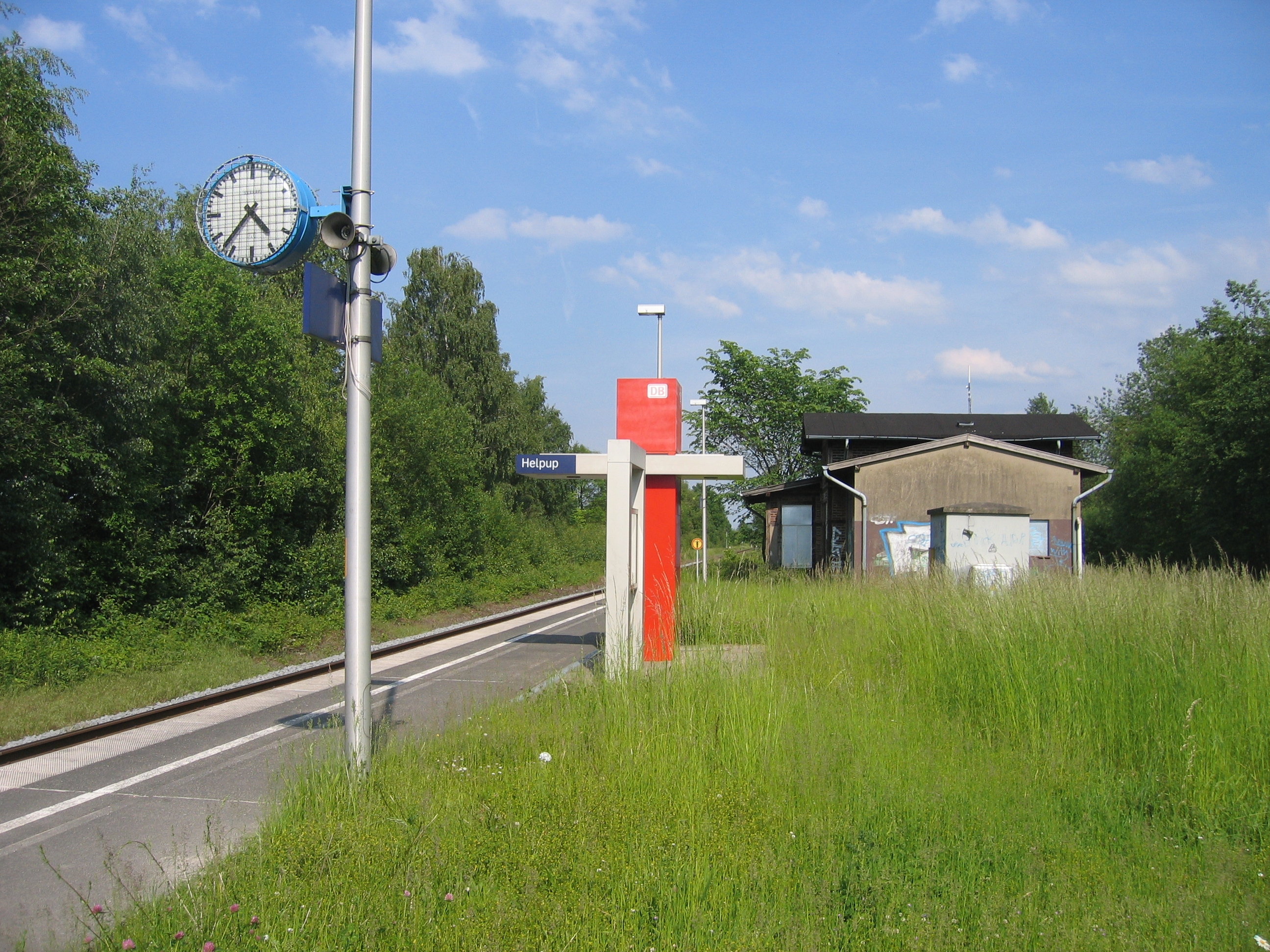
Spoorweghalte Helpup

Oerlinghausen en Helpup hebben stationnetjes aan de Begatalbahn, een  kleine spoorlijn van  Bielefeld- Lage (Noordrijn-Westfalen) - Lemgo. Het station van Oerlinghausen staat echter te Asemissen, een dorp in de naburige gemeente Leopoldshöhe. Vanaf deze stationnetjes is er beperkt busvervoer.

### Luchtvaart

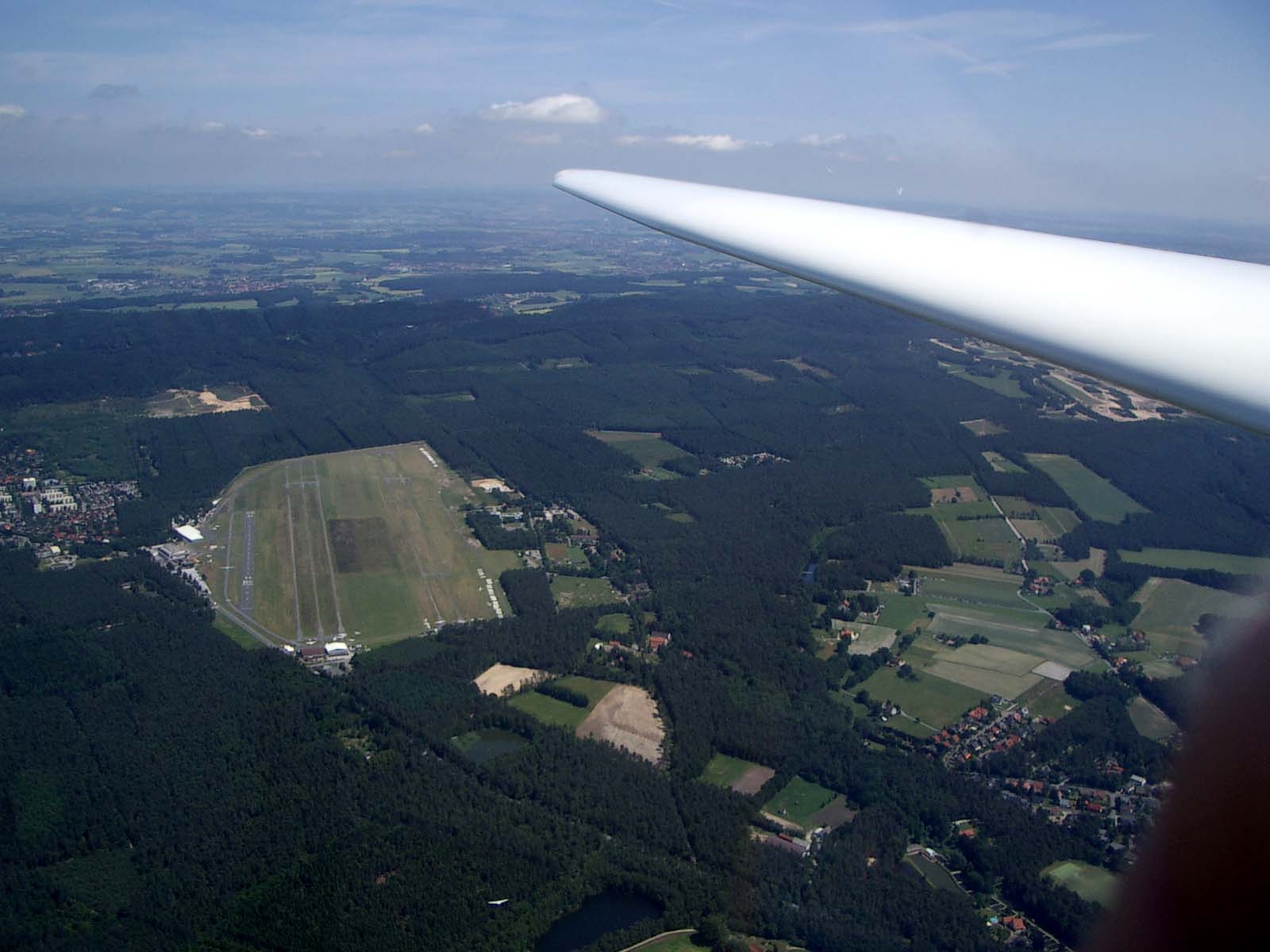
Vliegveld

Op 3 kilometer ten zuiden van het centrum van Oerlinghausen, op 170 meter boven zeeniveau,  bevindt zich een van de belangrijkste centra voor de zweefvliegsport van geheel Duitsland. Deze Flugplatz Oerlinghausen, ICAO -code EDLO,  herbergt 15 clubs voor aan de luchtvaart gerelateerde vormen van vrijetijdsbesteding. Ook heeft de  Bundeswehr er een kleine  zweefvliegschool in het kader van de luchtmachtofficiersopleiding. Het vliegveld beschikt over twee start- en landingsbanen, waarvan één 1200 meter lange graspiste en één geasfalteerde, 600 meter  lange, runway. Ook zijn 5 geasfalteerde, 1100 m lange, startstroken voor zogenaamde Lepos  aanwezig. Een Lepo is een auto of ander voertuig, waaraan een  lier voor een zogenaamde lierstart van een zweefvliegtuig is bevestigd.
De aanwezigheid van dit zweefvliegveld heeft ertoe geleid, dat toen de gemeente een wapen mocht gaan voeren, hierin boven de vijfbladige Lippische roos de afbeelding van een zweefvliegtuig werd opgenomen.

## Economie
De gemeente kan worden gekarakteriseerd als een voorstad van het in noordwestelijke richting gelegen Bielefeld. Enkele bedrijven uit die stad hebben afdelingen van Bielefeld naar Oerlinghausen verplaatst. Daartoe behoort het voedingsmiddelenconcern Dr. August Oetker KG, dat in een fabriek te Oerlinghausen muesli en meelproducten produceert.  In de stad is verder enige metaalverwerkende industrie, alsmede een drukkerij voor verpakkingsartikelen gevestigd. 
Ook wonen veel mensen in Oerlinghausen, die een baan of studie te Bielefeld hebben (woonforenzen).
Vanwege onder andere de fraaie ligging in het Teutoburger Woud is het toerisme in Oerlinghausen niet onbelangrijk.

## Geschiedenis
Oerlinghausen ligt aan de voet van de Tönsberg, waar tussen 400 en 50 v. Chr. een nederzetting met een walburcht bestond; deze versterkte plaats uit de IJzertijd werd  wellicht  al vóór 750 door Saksen hersteld en weer in gebruik genomen. De walburcht was tot omstreeks het jaar 1000 in gebruik. De omheining van de walburcht is in het Archeologische Openluchtmuseum gereconstrueerd.
Oerlinghausen is voor het eerst als Orlinchusen vermeld in een document uit het jaar 1036.
De tot het Graafschap Lippe behorende plaats was strategisch belangrijk vanwege de ligging bij een bergpas door het Teutoburger Woud, en was van de 15e tot in de 18e eeuw dan ook zeer vaak het toneel van oorlogsgeweld. De plaats, die vanwege de ligging aan een grote handelsroute (Bremen-Kassel) niet onbelangrijk was, had geen stadsmuren, maar had een landweer als verdedigingswerk tegen indringers. In 1538 werd Oerlinghausen ten gevolge van de Reformatie evangelisch-luthers, en rond 1610 evangelisch-gereformeerd. Tot op de huidige dag is een kleine meerderheid van de christenen in de gemeente Oerlinghausen deze gezindte toegedaan. 
In de late 18e  en de 19e eeuw was Oerlinghausen befaamd om het hier in huisnijverheid gemaakte kwaliteitslinnen, o.a. van de in 1838 opgerichte firma CEWECO van de textielondernemer Carl David Weber. De arbeiders hadden het arm, en voelden zich uitgebuit. In maart van het revolutiejaar 1848 brak er dan ook een volksopstand uit, die door troepen uit Detmold met veel geweld de kop werd ingedrukt. Zoals overal in het Lipperland, werden ook hier ter leniging van de armoede enige sigarenfabrieken opgericht; desondanks zijn in de 19e eeuw vele tientallen mensen uit Oerlinghausen naar de Verenigde Staten geëmigreerd. In 1926 verkreeg  Oerlinghausen stadsrechten. Het oorspronkelijk politiek linkse stadje Oerlinghausen  kwam in 1936, toen de nazi's met veel vertoon de viering van het 900-jarige bestaan van Oerlinghausen combineerden met de opening van het Germanen-Gehöft (zie hierna), in de ban van het nationaalsocialisme. Dit leidde ertoe, dat de joden, die niet tijdig vóór de Kristallnacht in november 1938 hadden kunnen emigreren, slachtoffer werden van de Holocaust. Op 1, 2 en 3 april 1945 kwam voor het stadje een einde aan de Tweede Wereldoorlog. Na zware strijd, waarbij circa  95 doden vielen, werd het door de Geallieerden veroverd. Na de oorlog vestigden zich hier zowel Heimatvertriebene uit o.a. Silezië als gezinnen van in de regio gelegerde Britse beroepsmilitairen. In de jaren 1960 werd de stad daartoe met de nieuwe Südstadt uitgebreid. Na 1995, toen de Britten Duitsland hadden verlaten, veranderden delen van deze deels uit sociale woningbouw bestaande  Südstadt in een achterstandswijk met veel leegstand en achterstallig onderhoud.  De hiermee gepaard gaande sociale problemen waren anno 2014 nog steeds niet geheel opgelost.

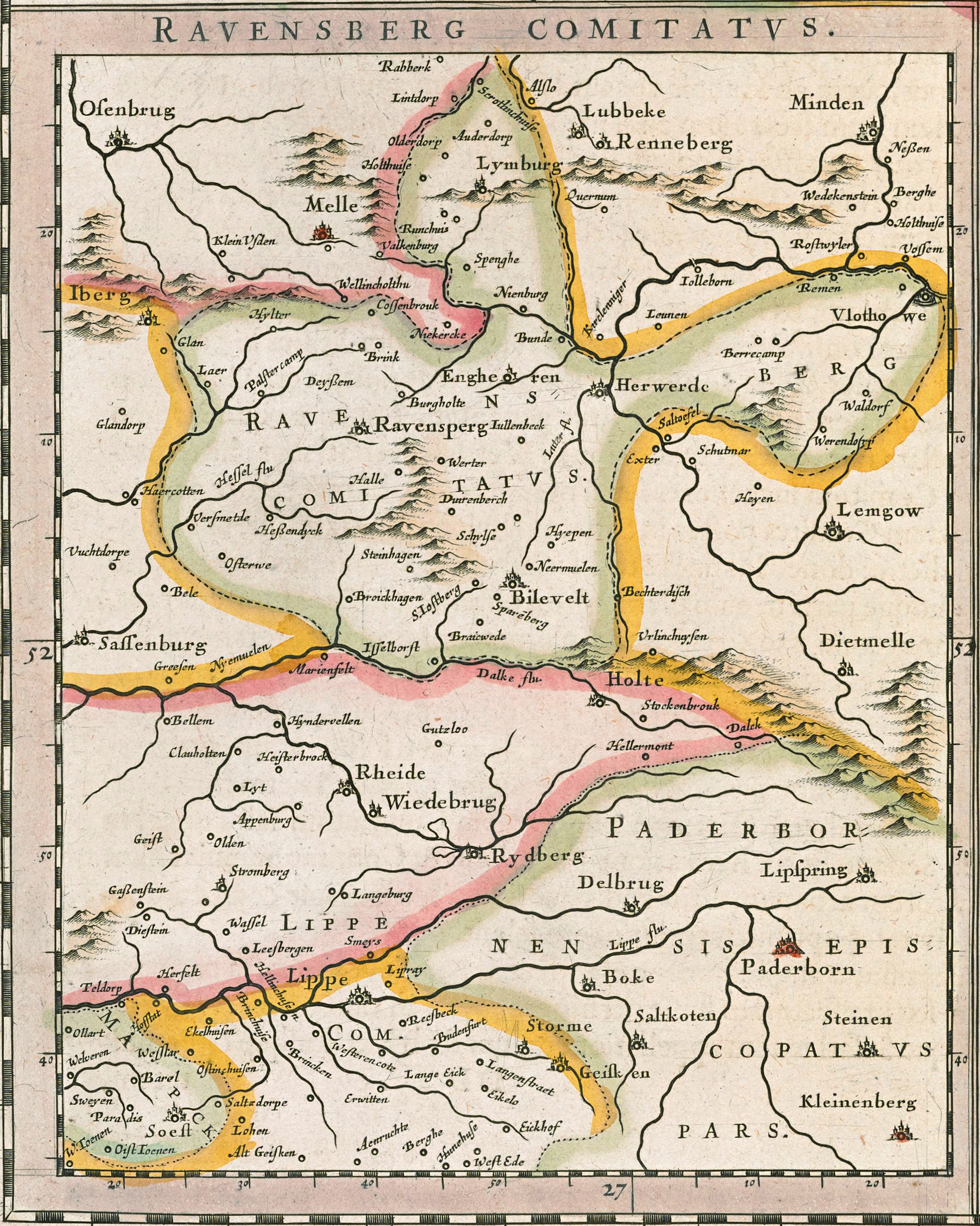
Blaeu-kaart uit de 17e eeuw van het Graafschap Ravensberg. Juist ten noorden van de grens met Lippe (geel gemarkeerd) ligt, boven Holte, "Uerlinchuysen".

Lipperreihe ontstond in de late 17e en in de 18e eeuw. In dit ontoegankelijke, drassige heidegebied lag de zuidgrens van het Graafschap Lippe met het Graafschap Ravensberg en het Graafschap Rietberg; het drielandenpunt van deze graafschappen lag bij Lipperreihe. De graven van Lippe lieten hier planmatig een rij boerderijen bouwen om dit gebied te bevolken. Aan de grenspost ontstond de, nog bestaande,  tolherberg Bartholdskrug, in de 18e en vroege 19e eeuw tevens een trefpunt van smokkelaars.

## Archeologisch openluchtmuseum

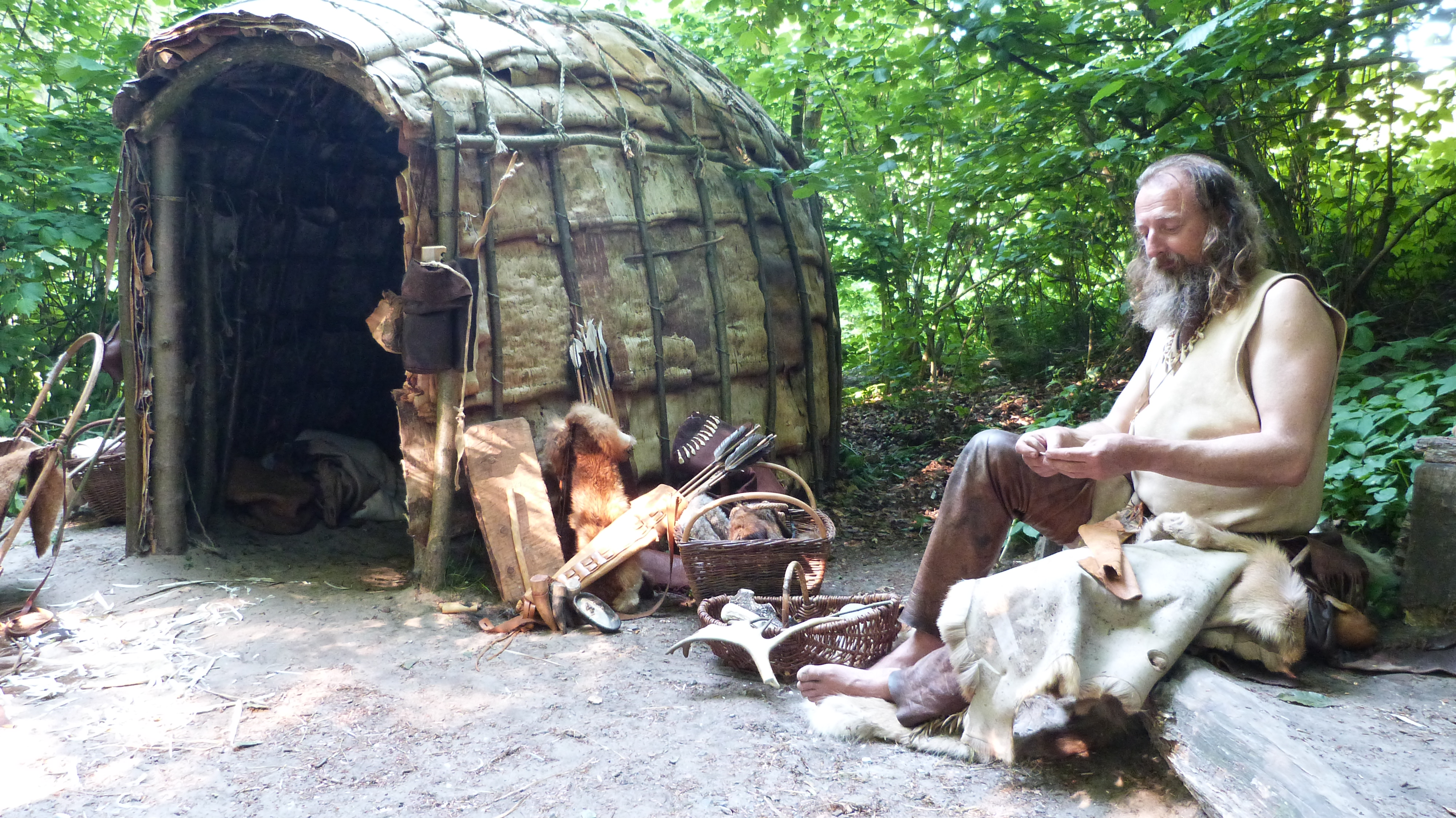
Reconstructie hut uit het Mesolithicum
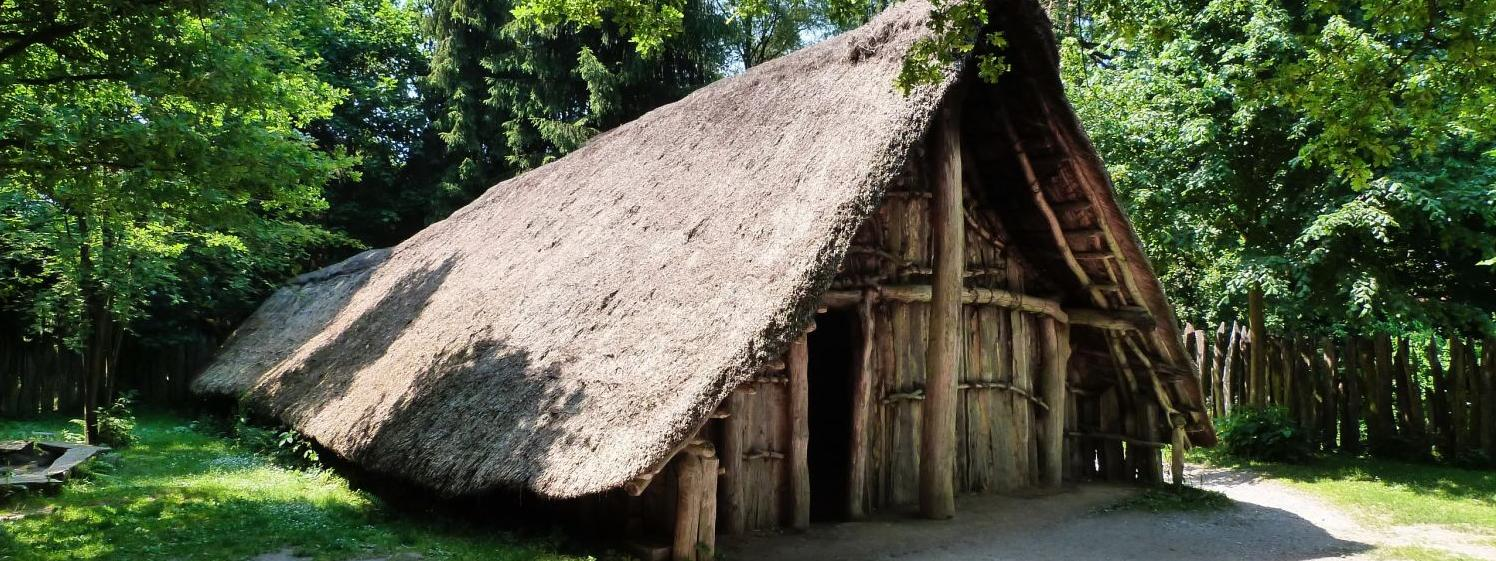
AFM Oerlinghausen, reconstructie langhuis Rössencultuur ( Jonge Steentijd)
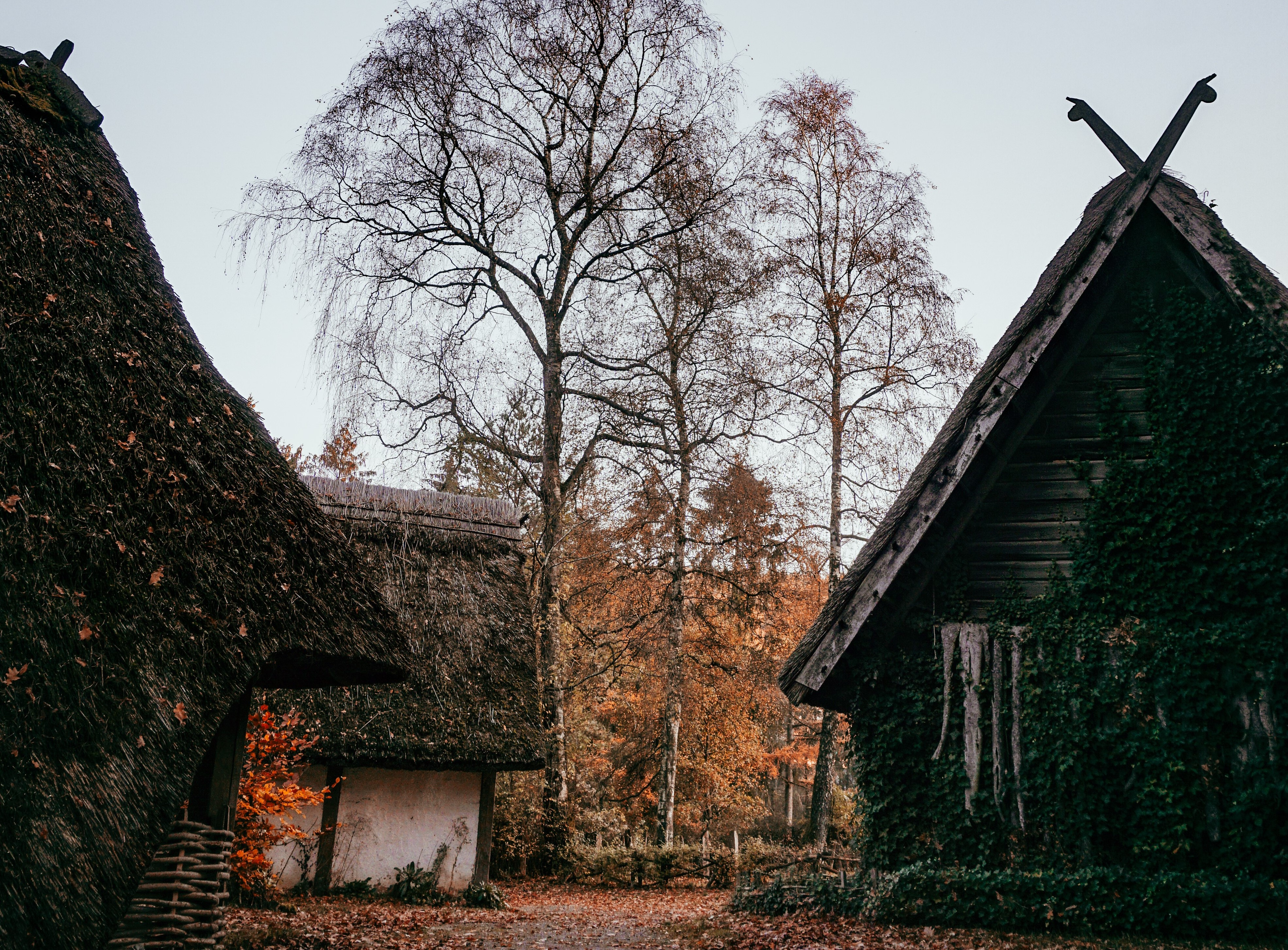
Germanen-hoeve (herbouwd na 1976)
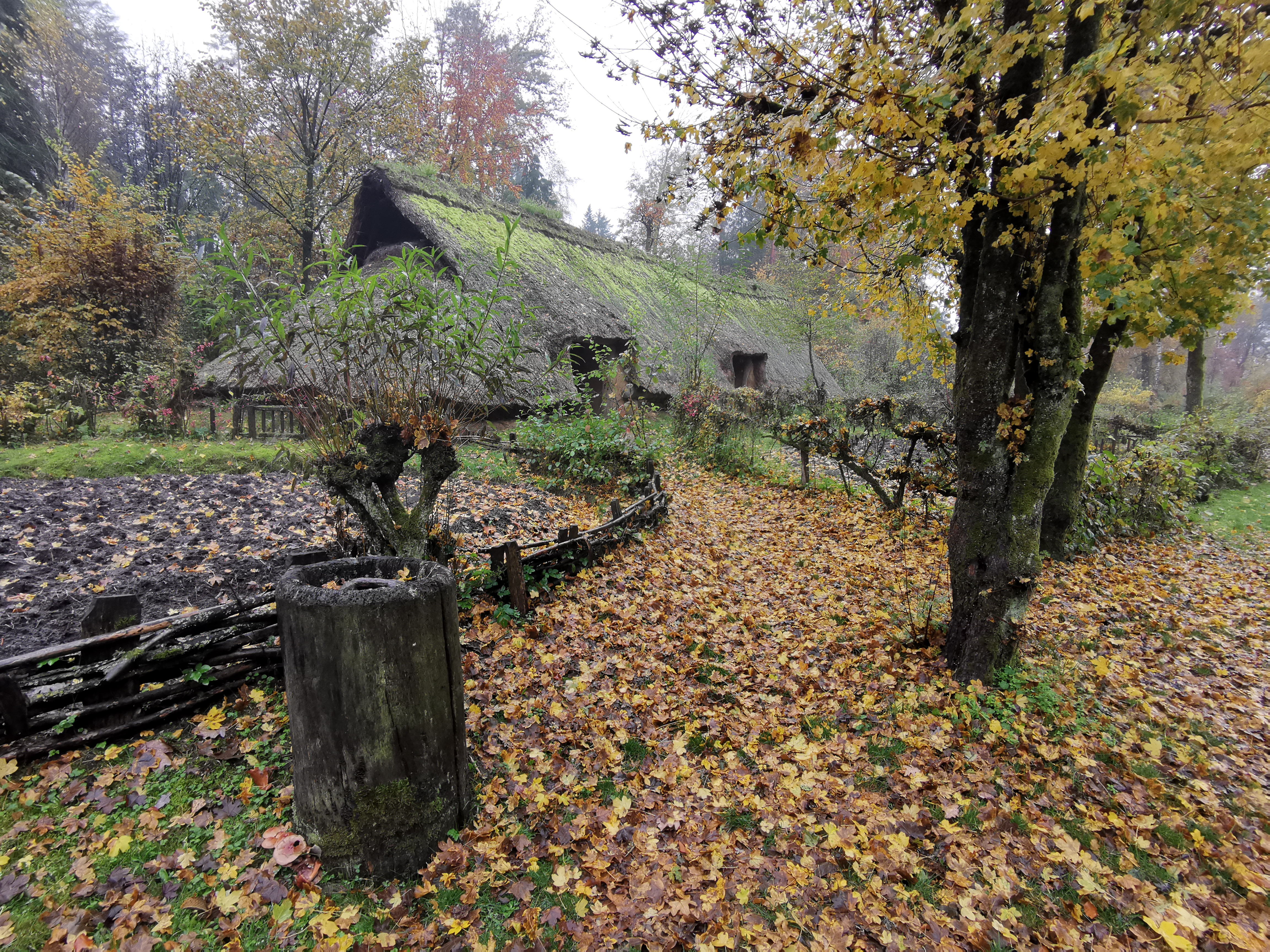
Huis uit de Bronstijd
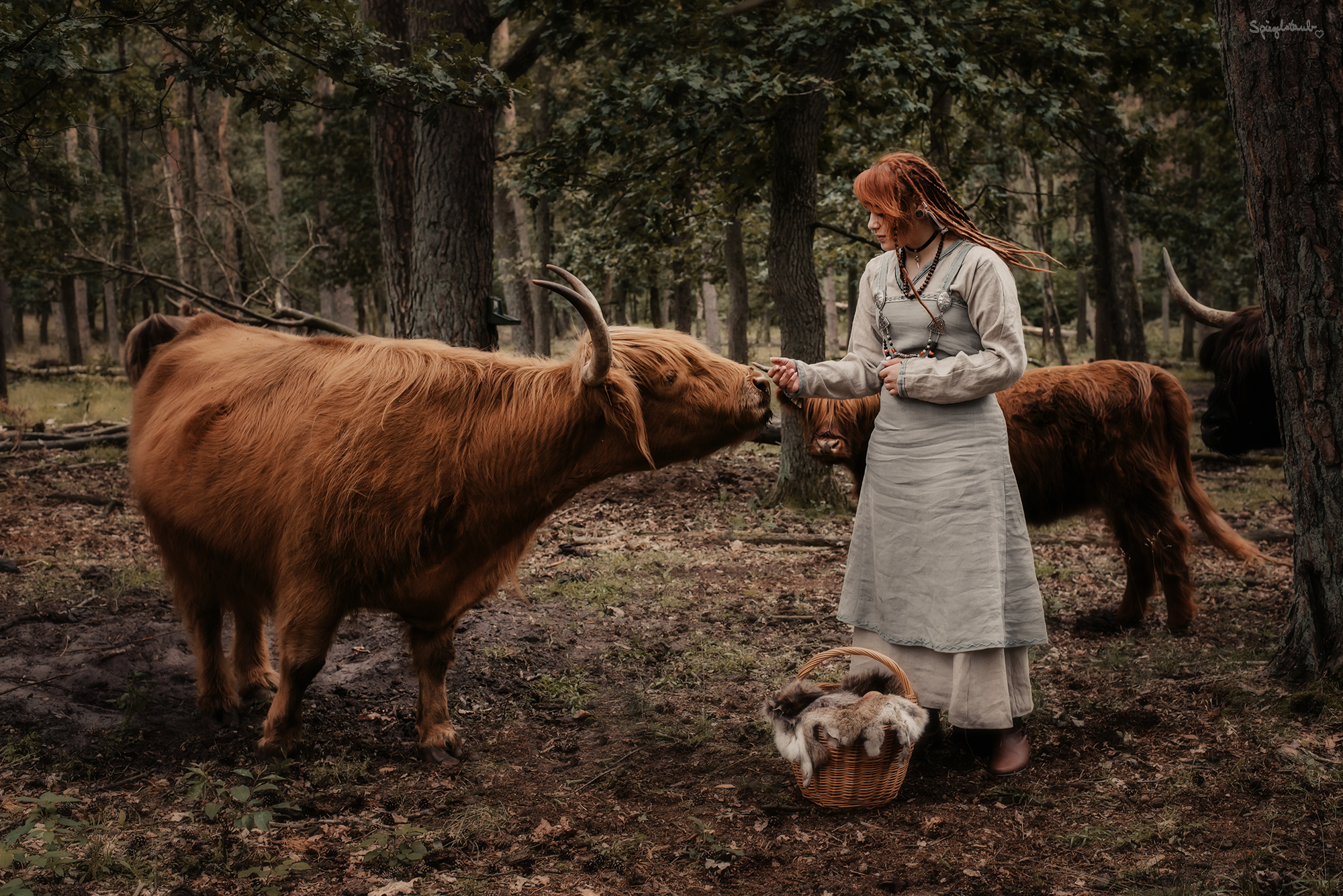
Re-enactment: boerin met Schotse Hooglander in het UrLand
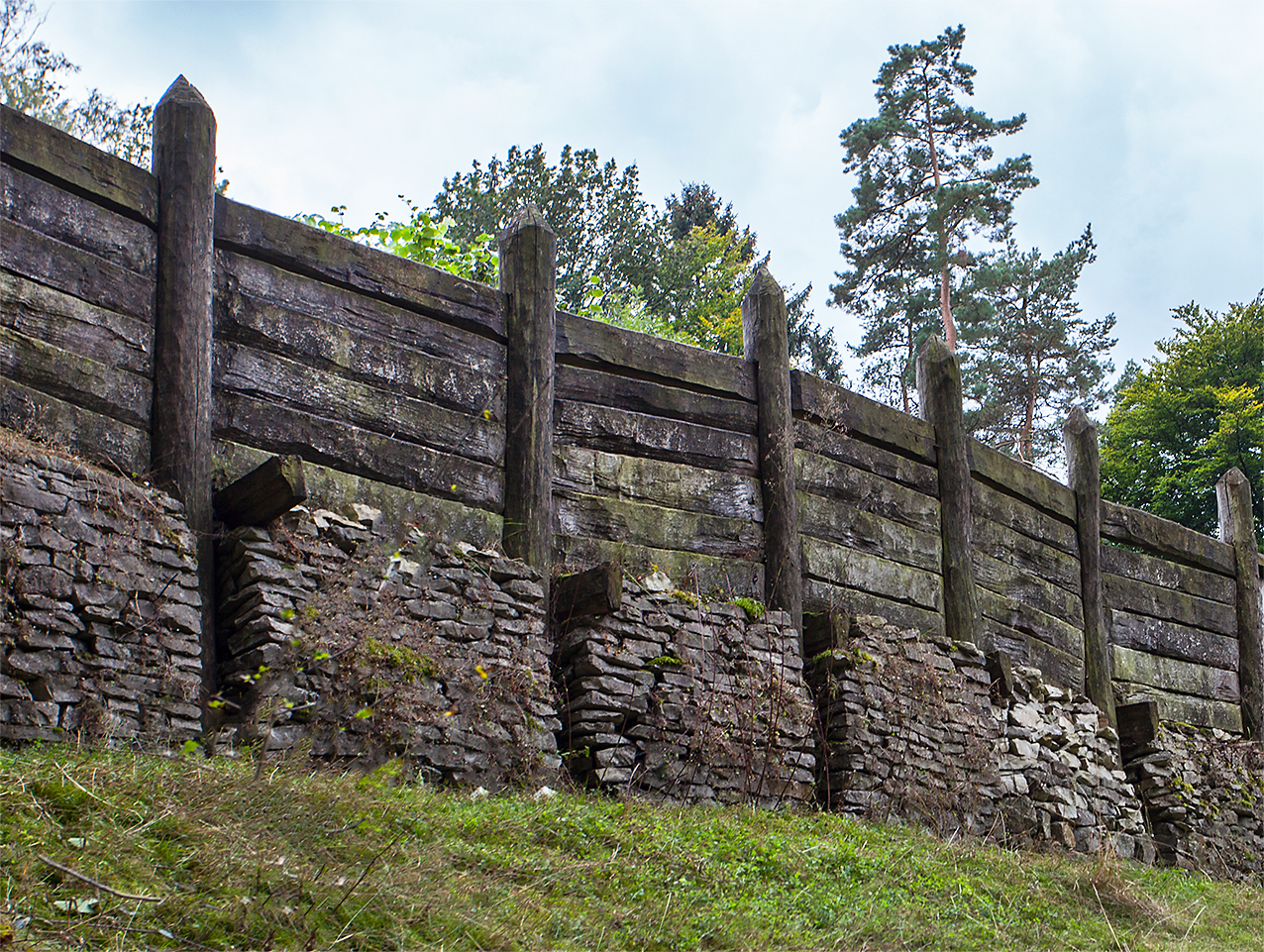
Gereconstrueerde verdedigingswal van de ringwal op de Tönsberg

Het stadje staat onder andere bekend om zijn oude ringwal uit de prehistorie en om het (na de hier gedane archeologische opgravingen opgerichte) archeologische openluchtmuseum, dat een van de oudste van Duitsland is. Het draagt de naam Archäologisches Freilichtmuseum Oerlinghausen, verkort: AFM Oerlinghausen. 
Het 1,5 hectare grote museum werd in 1936 als Germanen-Gehöft (een gereconstrueerd Germaans boerenhuis met smidse) opgericht. De oprichter, een leraar uit Oerlinghausen met de naam Hermann Diekmann, had reeds vóór de nazi-tijd, in de jaren 1920, naam gemaakt, door in zijn geschiedenislessen samen met zijn leerlingen opgravingen te doen (1926-1931) en de manier van leven van de oude Germanen te imiteren. Hij was in feite een voorloper van het re-enactment en van de experimentele archeologie. Diekmann kon in 1936 niet vermijden, dat de invloedrijke nazi-archeoloog Hans Reinerth, een hoge functionaris binnen de NSDAP en een naaste medewerker van nazi-ideoloog Alfred Rosenberg, in feite de lijnen uitzette bij de oprichting en de activiteiten in het Germanengehöft. Zo vonden er toneelstukken met een bloed en bodem-tendens en propagandabijeenkomsten van de SS plaats. 
Na de val van het nazisme, in 1945, raakte het complex in verval. In 1976 werd het nieuwe openluchtmuseum heropgericht. Uitgangspunt is vooral, dat het getoonde educatieve waarde heeft en in overeenstemming is met actuele wetenschappelijke kennis van de tijdvakken, die in het AFM Oerlinghausen aan de orde komen.  Het museum is zich gaan bezighouden met de prehistorie vanaf de Oude Steentijd (Ahrensburgcultuur, ca. 10.000 jaar vóór de jaartelling) tot aan de periode van de bewoning door de Saksen, rond het jaar 800 van de jaartelling.  Bij het reconstrueren van prehistorische gebouwen, verdedigingswerken, gereedschappen e.d. wordt veel van de experimentele archeologie gebruik gemaakt. Ook kunnen bezoekers vaak door middel van re-enactment nagespeelde scènes uit het dagelijks leven in de prehistorie meemaken. Ook probeert men, in deze oude tijden gebruikelijke vee-, huisdier- en akkerplantenrassen terug te kweken. In de omgeving is een uitgestrekt gebied met de naam UrLand afgepaald, waarin extensief grondgebruik door de mens in oude tijden wordt gereconstrueerd. 
Het openluchtmuseum is normaliter jaarlijks van omstreeks 1 april t/m 31 oktober geopend. Het is gesitueerd op de heuvel Barkhauser Berg.

## Overige bezienswaardigheden
- De evangelisch-gereformeerde Alexanderkerk te Oerlinghausen dateert uit 1514. De in laatgotische stijl opgetrokken kerk staat op de plaats van een uit rond 1200 daterend, ouder kerkgebouw.
- De gemeente ligt in het  om zijn natuurschoon befaamde Teutoburger Woud.  De wandelroute Hermannsweg loopt erdoorheen. Een spectaculaire plek is de zogenaamde Wüstinghauser Schlucht, een bergpas in het Teutoburger Woud bij stadsdeel Helpup.
- Op de top van de Tönsberg staat de romp van een voormalige, in 1753 gebouwde windmolen. Deze heet Kumsttonne. Kumst is plaatselijk dialect voor zuurkool. Op de molenstomp staat een  relaiszender voor radio-amateurs (roepletter  DB0OWL).
- De voormalige synagoge is een bescheiden modernekunstgalerie annex expositieruimte. Ze stelt talentvolle kunstenaars uit de regio in staat, hun werk te exposeren en te verkopen.
- In Oerlinghausen staat de Melmsche Apotheke, waarin zich een klein apotheekmuseum bevindt.

## Belangrijke personen in relatie tot de gemeente

### Geboren in  Oerlinghausen
- Marianne Weber (1870 - 1954), socioloog
- Carl Bobe (* 23 september 1878; † 5 februari 1947 in Bielefeld, uitvinder van het Duitse postcodesysteem
- Reinhold Hanning (* 28 december 1921 in Helpup; † 30 mei 2017 in Lage),  berucht nazi[10]
- Wilhelm Hellwig (* 26 oktober 1939; † 27 december 2024 in Baarn), musicus en opnameleider

### Overleden
Carl David Weber (* 17 april 1824 in Bielefeld; † 21 juli 1907), textielmagnaat (handgeweven linnen) en mecenas

## Partnergemeentes
Er bestaan jumelages met:
- Villers-lès-Nancy, Frankrijk
- Augustusburg, Saksen
- Osterburg, Saksen-Anhalt.

## Trivia
De naam van het dorp Helpup zou oorspronkelijk  de bijnaam geweest zijn van de kroegbaas van het nog bestaande café Alter Krug aldaar. Reeds rond 1650 stond hier een herberg, waar men ook paarden kon huren. Koetsiers, die de herberg passeerden, moesten hier beginnen met de steile beklimming van het Teutoburger Woud, naar Oerlinghausen toe. Zij riepen dan in het plaatselijke dialect: Help up, help (mij) omhoog. De herbergier kwam dan naar buiten en spande één of meer extra paarden voor de kar om de beklimming te kunnen doen. Het horecabedrijf is reeds 14 generaties in bezit van dezelfde familie.

## Externe  link
- www.afm-oerlinghausen.de Website Archeologisch Openluchtmuseum (AFM Oerlinghausen)

Augustdorf · Bad Salzuflen · Barntrup · Blomberg · Detmold · Dörentrup · Extertal · Horn-Bad Meinberg · Kalletal · Lage · Lemgo · Leopoldshöhe · Lügde · Oerlinghausen · Schieder-Schwalenberg · Schlangen